# Arthropeas magna
Arthropeas magna är en tvåvingeart som beskrevs av Johnson 1913. Arthropeas magna ingår i släktet Arthropeas och familjen vedflugor. Inga underarter finns listade.